# Brunilde Sismondo Ridgway
Pour les articles homonymes, voir Ridgway.
Brunilde Sismondo Ridgway, née le 14 novembre 1929 à Chieti, Italie et morte le 19 octobre 2024 à Haverford, est une historienne de l'art, spécialiste de la sculpture grecque antique.

## Biographie
Fille d'un officier italien, elle passe son enfance en Éthiopie, où son père est stationné. Après la Seconde Guerre mondiale, elle suit des études de lettres classiques à l'Université de Messine où elle obtient en 1953 son laurea — à l'époque, le diplôme universitaire le plus élevé en Italie — en lettres classiques. Une bourse d'études d'archéologie lui permet de poursuivre ses études au Bryn Mawr College, en Pennsylvanie, où elle devient la disciple de Rhys Carpenter. À l'issue de son M.A., elle part rédiger sa thèse sur la sculpture archaïque à l'École américaine d'Athènes. Elle soutient son Ph.D en 1958 et revient en tant qu'enseignante à Bryn Mawr, où elle effectuera la plus grande partie de sa carrière. Elle y obtient en 1977 la chaire Rhys Carpenter d'archéologie classique et orientale, qu'elle détient jusqu'à son départ en retraite en 1997. En 1988, elle obtient la médaille d'or de l'Institut archéologique américain.
Elle a épousé en 1958 le médecin Henry W. Ridgway, dont elle a pris le nom.

## Œuvre
Brunilde Ridgway s'inscrit dans la lignée de son mentor, Rhys Carpenter, adepte d'une remise en cause radicale de la Meisterforschung ou « recherche du maître » qui anime l'histoire de l'art grec depuis Adolf Furtwängler. S'appuyant volontiers sur la remarque de Carpenter sur la sculpture grecque, « produit anonyme d'un artisanat impersonnel », elle estime que la notion de personnalité artistique n'émerge pas en Occident avant le XVe siècle. Elle s'attaque également à la Kopienforschung (« recherche basée sur les copies ») de Johann Joachim Winckelmann, qui consiste à retrouver un type statuaire au travers de ses copies romaines, en s'attachant à dégager l'originalité des sculpteurs romains. Plutôt sceptique vis-à-vis des sources littéraires, elle s'en tient à l'analyse stylistique des œuvres.
Reconnue pour la sûreté de son érudition et pour le caractère stimulant de ses analyses, elle a été critiquée, à l'instar de Carpenter, pour ce qu'on a qualifié de « scepticisme ravageur », « systématique » ou encore de révisionnisme.
Ses principaux ouvrages et écrits sont :
- Severe Style in Greek Sculpture, Princeton University Press, 1970.
- The Aphrodite of Arles (étude de la Vénus d'Arles), dans American Journal of Archæology, vol. 80, no2 (printemps 1976), p. 147-154.
- The Aphrodite of Arles : a Problem of Chronology (étude de la Vénus d'Arles), in Studies in Art History, II, Maryland, 1976, pp. 35-42,
- The Archaic Style in Greek Sculpture, Princeton University Press, 1977 (édition revue et augmentée en 1993).
- Fifth Century Styles in Greek Sculpture, Princeton University Press, 1981.
- « The State of Research in Ancient Art » dans Art Bulletin, LXVIII (1986), p. 8-23.
- Fourth-Century Styles in Greek Sculpture, University of Wisconsin Press, 1997.
- Hellenistic Sculpture I: The Styles of ca. 331-200 BC, University of Wisconsin Press, 1990
- Roman Copies of Greek Sculpture: The Problem of the Originals, University of Michigan Press, 1994
- Hellenistic Sculpture II: The Styles of ca. 200-100 BC, University of Wisconsin Press, 2000
- Hellenistic Sculpture III: The Styles of ca 100-31 BC, University of Wisconsin Press, 2002
- Second Chance: Greek Sculptural Studies Revisited, University of Wisconsin Press, Pindar Press, 2004.